# Blowin' Your Mind!
 (mars 2022).
Si vous disposez d'ouvrages ou d'articles de référence ou si vous connaissez des sites web de qualité traitant du thème abordé ici, merci de compléter l'article en donnant les références utiles à sa vérifiabilité et en les liant à la section « Notes et références ».
Albums de Van Morrison
Astral Weeks
(1968)
Blowin' Your Mind est le premier album studio en solo du musicien nord-irlandais Van Morrison, sorti en 1967 après qu'il a quitté le groupe Them. Il a été enregistré les 28 et 29 mars 1967 et contient son premier hit pop solo Brown Eyed Girl. Il est considéré par le magazine Rolling Stone comme l'un des 40 albums essentiels de 1967.

## Enregistrement et historique
Morrison ne considère pas ce disque comme un véritable album, car le producteur Bert Berns l'a compilé et publié sans son consentement. Quelques mois auparavant, Morrison avait signé imprudemment un contrat qu'il n'avait pas complètement étudié et il stipulait qu'il abandonnerait pratiquement tout le contrôle du matériel qu'il enregistrerait avec Bang Records. Les chansons ont été enregistrées en mars 1967 et avaient été prévues pour être publiées en quatre singles séparés. La jaquette de l'album est devenue notoire en tant que modèle de mauvais goût. Il comporte un tourbillon étrange de vignes brunes tournantes (et de connotation de drogue) entourant un Morrison regardant moite. Greil Marcus l'a décrit comme étant "monstrueusement offensant, trop psychédélique, hors de vue, explosant". L'épouse de Morrison, Janet Planet, a déclaré : "Il n'a jamais été, ne sera jamais quelque chose qui s'approche d'un utilisateur psychédélique - ne veut rien avoir à faire avec cela, ne veut rien avoir à faire avec n'importe quelle drogue". Comme le rappelle le chanteur, "j'ai reçu un appel disant que  l'album sortirait et quand j'ai vu la photo de la pochette, j'ai presque vomi, vous savez". Plus tard, après la mort de Berns, Morrison a exprimé son mécontentement sur une couple de "chansons non-sens" qu'il a inclus sur la session d'enregistrement des obligations contractuelles. L'un était intitulé Blow in Your Nose et l'autre était intitulé Nose in Your Blow.

## Chansons et critiques
Des huit morceaux de l'album, six ont été composées par Morrison sauf "Goodbye Baby (Baby Goodbye)" (signée Bert Russell, Wes Farrell et Solomon Burke) et l'autre, "Midnight Special", est une chanson traditionnelle. Clinton Heylin soutient que la première partie de l'album "fait l'un des grands albums à simple face dans le rock", tandis que Greil Marcus, le critique le plus hostile de l'album, le trouve "douloureusement ennuyeux, composé de trois minutes de Brown Eyed Girl et ... les 'TB Sheets' tentaculaires et terrifiants ". He Ain't Give You None est un conte urbain de "convoitise, de jalousie et de dégoût sexuel". Il fait référence à Notting Hill Gate et à Curzon Street à Londres, en Angleterre, des lieux que Morrison connaissait quand il vivait là-bas lors de ses précédents jours de tournée. Il contient les mots, "Vous pouvez partir maintenant si vous n'aimez pas ce qui se passe." Brian Hinton compare «le mépris ravi du chanteur, le rythme du cimetière de la chanson, l'orgue majestueux et la guitare piquante» à la période Highway 61 de Bob Dylan.

## Accueil
Allmusic a attribué à l'album une note de 3 étoiles et a écrit que "Bien que le premier album solo de Van Morrison soit connu pour contenir l'immortel succès pop Brown Eyed Girl, Blowin 'Your Mind! Est en réalité une course sèche pour Astral Weeks. "Entertainment Weekly lui a attribué une note B, notant que cet album "montre les pièges du blues rock de la fin des années 60: des solos sinueux, des sentiments hippies, et de la guitare fuzz occasionnelle." Mais dans la main de Van the Man , ces vices sont des vertus, et ce qui aurait pu être ennuyeux est souvent hypnotique."

## Titres

### Face 1
- Toutes les chansons signées Van Morrison, sauf Goodbye Baby (Baby Goodbye) (Bert Russell, Wes Farrell) et Midnight Special (Huddie William "Lead Belly" Ledbetter).
| No | Titre                  | Durée |
| -- | ---------------------- | ----- |
| 1. | Brown Eyed Girl        | 3:03  |
| 2. | He Ain't Give You None | 5:13  |
| 3. | T.B. Sheets            | 9:44  |

### Face 2
| No | Titre                        | Durée |
| -- | ---------------------------- | ----- |
| 1. | Spanish Rose                 | 3:06  |
| 2. | Goodbye Baby (Baby Goodbye)  | 2:57  |
| 3. | Ro Ro Rosey                  | 3:03  |
| 4. | Who Drove the Red Sports Car | 5:35  |
| 5. | Midnight Special             | 2:51  |

### Titres bonus (versions alternatives)
| No | Titre                        | Durée |
| -- | ---------------------------- | ----- |
| 1. | Spanish Rose                 | 3:38  |
| 2. | Ro Ro Rosey                  | 3:09  |
| 3. | Goodbye Baby (Baby Goodbye)  | 2:39  |
| 4. | Who Drove The Red Sports Car | 3:49  |
| 5. | Midnight Special             | 2:46  |

## Personnel
- Van Morrison : guitare, chant, harmonica sur TB Sheets
- Al Gorgoni, Eric Gale, Hugh McCracken : guitares
- Russ Savakus ; basse
- Paul Griffin : piano
- Artie Butler : orgue Hammond sur TB Sheets
- Garry Sherman : orgue
- The Sweet Inspirations : chœurs sur Brown Eyed Girl et Midnight Special
- Gary Chester : batterie

## Sources
- Clinton Heylin (2003). Can You Feel the Silence? Van Morrison: A New Biography, Chicago Review Press  (ISBN 1-55652-542-7)
- Brian Hinton| (1997). Celtic Crossroads: The Art of Van Morrison,  Sanctuary,  (ISBN 1-86074-169-X)
- Johnny Rogan (2006). Van Morrison: No Surrender, London:Vintage Books  (ISBN 978-0-09-943183-1)